# Ingeniøren
Ingeniøren, også kaldet Nyhedsmagasinet Ingeniøren, er et dansk ingeniør fagblad med fokus på udviklingen indenfor teknologi og naturvidenskab sat i en samfundsmæssig sammenhæng.
Fagbladet fungerer tillige som medlemsblad for Ingeniørforeningen i Danmark (IDA), der er majoritetsejer af Teknologiens Mediehus, og bringer bl.a. oversigter over arrangementer for medlemmerne. Bladet henvender sig dog bredt og drives på kommercielle vilkår uden tilskud fra fagforeningen. Et frihedsbrev har siden 1961 sikret redaktionel frihed fra ejerne.

## Historie
Bladets historie kan føres tilbage til medlemsbladet Ingeniøren for den nystiftede Dansk Ingeniørforening (DIF), der udkom første gang 2. juli 1892. Bladet var i starten på fire sider i ca. A4-format og udkom hver lørdag, der dengang var en normal arbejdsdag.
I 1937 sluttede tre teknikumfagforeninger sig sammen og danner Ingeniør-Sammenslutningen, og deres respektive blade blev fra 1938 til Ingeniør- og Bygningsvæsen, som udkom hver anden uge. DIF's Ingeniøren udkom indtil 1966, men i 1957 blev det suppleret af Ingeniørens Ugeblad, der som noget nyt blev trykt i tabloidformat. I 1967 følger Ingeniør- og Bygningsvæsen trop og begyndte ligeledes at udkomme hver uge i tabloidformat. De to blade konkurrerede derefter om samme emneområde og annoncører. “Bladkrigen” optrappedes i 1969, hvor begge foreninger begyndte at sende deres blade til den anden forenings medlemmer, hvilket gav anledning til en del hovedrysten blandt ingeniørerne. Det stod på indtil 1975, hvor de to blade endelig fusionerede, og den seneste inkarnation af Nyhedsmagasin Ingeniøren så dagens lys. I 1995 fusionerede fagforeningerne Dansk Ingeniørforening og Ingeniør-Sammenslutningen til Ingeniørforeningen i Danmark, der i dag er hovedejer af Teknologiens Mediehus.
I lighed med andre nyhedsblade, bruges bladets bagside til underholdning og humor, med regneopgaver, anekdoter og vittighedstegninger.

## ing.dk
Ingeniøren har tilknyttet et websted, ing.dk, som ved starten i december 1994 var et af de første danske websteder. Foruden artikler indeholder det debatforum og jobannoncer.
I 2006 begyndte Ingeniøren at satse meget på blogs som en vigtig del af ing.dk. Disse blogs behandler i dag emner såsom energi og miljø, biotech, robotteknologi, nanoteknologi, rumfart, fødevareteknologi, biler, fundamental naturvidenskab og matematik, ledelse og coaching med mere; altsammen med en ingeniørmæssig vinkel som udgangspunkt. Samtidigt blev it-delen udskilt i sit eget blad Version2 med tilhørende hjemmeside og blogs.
I juni 2007 blev hele websitet moderniseret med nyt CMS-system og layout.
ing.dk er et meget aktivt websted med mere end 178.000 brugere hver måned (2013), og webstedet hævder at være Danmarks førende markedsplads for ingeniørstillinger.

## Hæder
I 2020 modtog tidsskriftets journalist Jens Ramskov H.C. Ørsted Medaljen i sølv, som kun den tredje videnskabsjournalist nogensinde.

## Oplagstal
Fagbladet udgives af Teknologiens Mediehus og udkommer hver fredag. Med et oplag på 68.000 eksemplarer (Dansk Oplagskontrol, 1. halvår 2013) er fagbladet et af landets største fagblade og tillige blandt de flittigst citerede.

### Læsertal
Ingeniørens læsertal er faldet fra 171.000 til 160.000 fra helår 2018/2019 til helår 2019/2020.

## Hæder
Ingeniøren
- 1966: Anders Bording-prisen: Medieprisen
- 2018: Anders Bording-prisen: Medieprisen [14]

Journalister
- 2006: Henning Mølsted, Anders Bording-prisen: journalistprisen[15]
- 2020: Jens RamskovH.C. Ørsted Medaljen i sølv[16][17][18][19]